# Tuchola
Los primeros asentamientos en la región datan del año 980, pero la ciudad no es mencionada por primera vez hasta 1287. Recibió Derechos Municipales Alemanes(Leyes de Culm) en 1346 de Heinrich Dusemer, el Gran Maestre de la Orden Teutónica. 

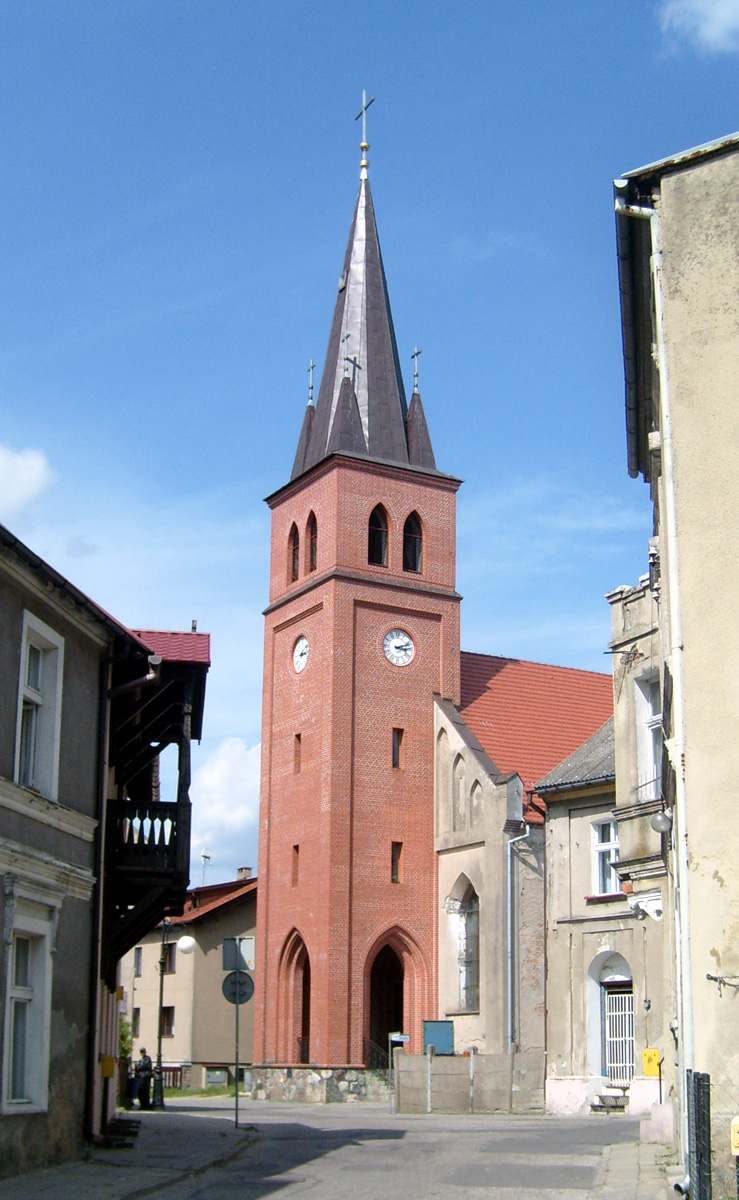
Iglesia en Tuchola.

- Datos: Q325910
- Multimedia: Tuchola / Q325910